# Sapore di sale
Sapore di sale (en français Goût de sel) est une chanson écrite, composée et interprétée par l'auteur-compositeur-interprète italien Gino Paoli. Elle est sortie comme single 45 tours en 1963 chez RCA.

## Contenu et son inspiration
Comme relaté par le même Paoli, Sapore di sale est né à Capo d'Orlando (Sicile), dans une maison abandonnée près d'une plage déserte. L'auteur était en ce lieu pour donner un concert avec son groupe, et de façon inattendue, à l'aimable invitation du propriétaire du restaurant, il était resté pendant deux semaines.
Bien que l'auteur avait nié cette version des faits, de nombreux commentateurs ont fait valoir que cette chanson avait été inspirée par Stefania Sandrelli.
Récemment dans le magazine en ligne italien "Vinile" n. 12 Renzo Stefanel a fait une comparaison détaillée entre Sapore di sale et Le Rock de Nerval de Serge Gainsbourg, paru le 5 avril 1961 dans l'album L'Étonnant Serge Gainsbourg, constatant que les deux mélodies qui composent le couplet et le refrain ressemblent beaucoup à la chanson de Paoli.

## Reprises
- Jerry Adriani (1964)
- 1975 Rita Pavone dans son LP Rita Per Tutti avec l'arrangement de Victor Bach[4].
- 1979 Bruna Lelli
- 1984, Skiantos dans l'LP Ti spalmo la crema
- 2000 Tonino Carotone
- 2006 Perturbazione

## Versions instrumentales
- 1983, Richard Clayderman (dans l'LP A come amore du 1983)[5]
- 2006, Fausto Papetti

## La chanson dans le cinéma
- 1963 : Le Succès (Il successo) de Dino Risi et Mauro Morassi
- 1983, Sapore di mare 2 - Un anno dopo, réalisation Bruno Cortini
- 2004, 5×2, réalisation de François Ozon

## La chanson dans la publicité
- 2018, publicité de Costa Croisières, avec Penélope Cruz